# Mihail Lozinski
Mihail Leonidovici Lozinski (rusă: Михаил Леонидович Лозинский), (n. 20 iulie (8 iulie stil vechi) 1886 - d. 31 ianuarie 1955) poet și traducător acmeist rus și sovietic, unul dintre fondatorii școlii sovietice de traducere poetică.